# تيم شولتز
تيم شولتز (بالإنجليزية: Tim Schulz)‏ هو لاعب كرة قدم ومدرب كرة قدم أمريكي في مركز الوسط، ولد في 1 مارس 1962 في ميلواكي في الولايات المتحدة. لعب مع سان خوزيه إيرث كويكس.